# Престолонаслідування у Великому князівстві Київському
Престолонаслідування у Великому князівстві Київському - порядок передачі влади у Великому князівстві Київському (Київській Русі) в Х-ХІІІ ст.

## Становлення Великого князівства Київського
В ІХ-Х ст. в Київській Русі не існувало затвердженого порядку престолонаслідування.
Після загибелі Великого князя Київського Святослава Ігоровича (972 р.), його наймолодший син Володимир, матір'ю якого була не законна дружина князя, а наложниця Малуша, повстав проти спадкоємця престолу Великого князя Київського Ярополка.
Міжусобиця закінчилася об'єднанням земель Київської Русі під владою Володимира (978 р.) і загибеллю двох інших синів Святослава Хороброго. 
Ця ситуація повторилася й після смерті Володимира Святославича (1015). Київський трон мали успадкувати або Святополк - старший з синів Володимира, або законні сини Володимира, що народились після його хрещення та одруження з Візантійською принцесою - Борис і Гліб (що були онуками імператора Східної Римської імперії). У 1014 році Ярослав, що був князем Новгородським, відмовився від щорічної плати Києву й найняв два загони варягів на чолі з Еймундом і Рагнаром, у відповідь на що Володимир Великий почав підготовку до каральному походу на Новгород.
Проте невдовзі Володимир помер, а Святополк був проголошений народом і боярами Великим князем Київським. Борис Володимирович, який повертався з військом з походу на печенігів, відмовився від боротьби проти Святополка та визнав його Київським князем, а невдовзі Борис і Гліб були вбиті варязькими найманцями Ярослава; інший їх брат Святослав Володимирович втік до Чехії, але також був вистежений вбивцями.
Розпочалась нова міжусобиця в Київській Русі (1015-1019) під час якої троє синів Володимира Великого були вбиті, один загинув, один (Судислав Володимирович) був посаджений в поруб (в'язниця без дверей, що будували навколо ув'язненого) на 23 роки, а двоє: Ярослав Мудрий та Мстислав Хоробрий поділили Київську Русь по Дніпру.
Величезні землі Чернігівського та Тмутороканського князівства Мстислава Хороброго були приєднані назад до Великого князівства Київського після смерті Мстислава 1036 року (не залишив нащадків, син Мстислава загинув 1033 р. за нез'ясованих обставин). А Ярослав Мудрий став "самовладцем у всій Руській землі".

## Триумвірат Ярославичів
Після смерті Ярослава Мудрого (1054) р. живими були його 5 синів:
- Ізяслав-Дмитро (1024-1078) - одружений з Гертрудою, польською принцесою та сестрою польського короля Казимира I.
- Святослав (1027-1076) - князь Чернігівський, одружений з австрійською принцесою Оді, онукою імператора Священної Римської імперії.
- Всеволод (1030-1093) - князь Переяславський, одружений з донькою імператора Східної Римської імперії (Візантії) Костянтина IX Мономаха, від шлюбу з якою народився князь Володимир Мономах.
- В'ячеслав (1033-1057) - князь Смоленський.
- Ігор (1036-1060) - князь Волинський.

Розподіл влади в Київської Русі, за заповітом Ярослава Мудрого в 1054 році, мав за мету визнання молодшими синами та іншими удільними князями верховенста трьох старших синів. 
Також, на відміну від минулого періоду, визнавалося право одночасного володіння Києвом старшим князем і іншими столами (князівствами) - молодшими князями, при збереженні єдності цілої держави.
ріумвірат старших князів постійно розширював сферу свого впливу.
Зі смертю В'ячеслава Ярославича в Смоленську (1056 р.) туди з Волині був виведений Ігор Ярославович, а на Волинь з Ростова переведений Ростислав Володимирович - син Володимира Ярославича (1020-1052), старшого сина Ярослава Мудрого, що помер до смерті батька, а тому його сина Ростислава позбавили права на успадкування Київського трону - який не став миритися з таким залежним становищем і захопив Тмутаракань у Святослава Ярославича (1065), але був отруєний. 
Після смерті Ігоря Ярославича Смоленські землі були поділені між трьома старшими Ярославичами. Їм також вдалося відновити Київську владу в Полоцькому князівстві (1067-1071), де в попередній період закріпилися та правили нащадки Ізяслава Володимировича (сина Володимира Великого).
Ці землі були приєднані до володінь Київського князя, проте після цього стався розкол в Тріумвіраті в 1073 р.
Хоча до цього, часи правління Ізяслава Ярославича, як Великого князя Київського характеризувалися рівною участю в державному управлінні його, Святослава і Всеволода.
Брати разом володіли ядром Київської Русі на Подніпров'ї, спільно розподіляли інші землі та удільні князівства, разом зробили реформу кодексу законів «Руської правди» (прийнявши так звану «Правду Ярославичів»), а також заснували окремі митрополії в своїх князівствах. 
У 1073 році молодші брати Святослав і Всеволод вступили в змову проти Великого князя Київського Ізяслава, й Триумвірат Ярославичів перестав існувати.
Святослав захопив Київ і княжив там (та на всій Правобережній Україні) до 1076 р.,
а Всеволод перейшов до Чернігова, віддавши Переяслав Давидові Святославичу.
Ізяслав поїхав до Польщі, але Святослав і Всеволод услали союз з князем Болеславом. Польський князь не лише вигнав Ізяслава з країни, але й залишив у себе більшу частину його коштовностей.
Ізяслав попрямував до імператора Священної Римської імперії Генріха IV, де попросив у нього допомоги в боротьбі проти братів; проте імператор, сили якого були розпорошені внутрішньою боротьбою в Німеччині, також не підтримав його.
Тоді Ізяслав відправив 1075 року свого сина, Волинського князя Ярополка до Риму, де той був прийнятий Папою Римським Григорієм VII.
Папа коронував у Римі Ярополка Ізяславича на Короля Русі й надав йому лен на Руське Королівство від Святого Престолу (Папський лист від 17 квітня 1075 року),
за яким влада в Києві повинна була належати королю Русі Ізяславові та його синові королю Ярополкові.
Через три дні після написання цієї булли Папа звернувся з посланням до польського князя Болеслава, в якому картав того за пограбування Ізяслава і закликав допомогти йому 
Під впливом Папи Римського Болеслав був змушений помиритися з Ізяславом, так як це стало однією з умов для отримання ним польської корони.
25 грудня 1076 року король Русі Ізяслав з дружиною та синами взяли участь в коронації Болеслава в Гнєзно.
Слід відмітити, що Святослав вважався нелегітимним правителем (узурпатором) не лише католицькою церквою, але й православною. Так, архімандрит Києво-Печерської Лаври Феодосій Печерський активно боровся зі Святославом, викриваючи його у своїм промовах. Спочатку він навіть не дозволяв поминати його в церквах. Пізніше він дозволим поминати Святослава в молитвах, але тільки після Ізяслава. 
27 грудня 1076 року Святослав помер, і незважаючи на те що Святослав помер на Київському князюванні, похований він був в Чернігові. 
Київський престол зайняв Всеволод, який незабаром повернув його королю Русі Ізяславу Ярославичу. 
Ярополк Ізяславич, який мав титул Короля Русі - залишався основним легітимним претендентом на Київський трон.
22 листопада 1086 року він був підступно вбитий під Звенігородом (на Галичині).
Перевезений та урочисто похований у Києві, й невдовзі був проголошений православною церквою Святим.
У 1088 році Турів отримав молодший брат Ярополка - Святополк Ізяславич, який при цьому поступився Новгородським князівством онуку Всеволода Ярославича - Мстиславу (сину Володимира Мономаха).
Слід відзначити, що за традицією, що на той час вже склалась в Київській Русі офіційним спадкоємцем Великого князя Київського вважався його старший син (або старший онук), який за життя батька правив у Новгороді - колишньому княжому домені.
Тому, по тому, хто в той чи інший час займав Новгородське князівство, можна також прослідкувати, хто саме перебував на троні в Києві. 
З другої половини XI століття у Великому князівстві Київському починає застосовуватися родове право (система Ліствиці): князі займали престоли по черзі - молодший брат після старшого, син старшого брата після молодшого дядька і т.д.,
за винятком нащадків тих, хто в силу тих чи інших обставин, був позбавлений цього права.
Такі князі називались ізгоями. Найчастіше саме виключення таких князів з лінії претендентів на трон призводило до відокремлення їх володінь.
Після смерті Великого князя Всеволода Ярославича (квітень 1093 р.) його син Володимир Мономах, перебував біля батька, проте не намагався зайняти Київський престол. Святополк Ізяславич, син короля Русі Ізяслава Ярославича, приїхав з Волині (Турова), де княжив, й став Великим князем Київським.
У 1094-1097 роках Святополк Ізяславич і Володимир Всеволодович Мономах, продовжили політику їхніх батьків щодо спільного управління великою державою. Однак у боротьбу вступив Олег Святославич, син Святослава Ярославича, названий у «Слові о полку Ігоревім» Гориславичем за розпалювання міжусобиці в Київський державі. Олег Святославич став засновник роду Ольговичів - князів Чернігівських. Він вступив у союз з  імператором Східної Римської імперії (Візантії) Никифором III Воніатом й був одружений з Візантійською принцесою Феофанією Музалон.  Олег титулував себе «архонтом Матрахи, Зіхії і всієї Хозарії».
Зважаючи на те, що жодна зі сторін не могла здобути вирішальну перемогу, а міжусобні війни ослаблювали Київську Русь перед загрозою нової навали кочовиків зі сходу, князями було вирішено провести перемовини.

## Любецький з'їзд
Любецький з'їзд 1097 року було проведено в Любичі на Дніпрі (Чернігівське князівство). 
На з'їзді були присутні шість головних князів.  
- Святополк Ізяславич підтвердив свій титул Великого князя Київського та володіння Київським,  Турівським і Пінським князівствами;
- Володимиру Мономаху - Переяславське князівство, Суздальсько-Ростовська земля, Смоленськ і Белоозеро;
- Олегу і Давидові Святославичам - Чернігівське князівство і Сіверська земля, Рязань, Муром і Тмутаракань;
- Давидові Ігоровичу (син Ігоря Ярославича, онук Ярослава Мудрого) - Володимир (Волинський) з Луцьком;
- Василькові Ростиславичу (син Ростислава, онук Володимира Ярославича) - Теребовль, Червенські міста, Перемишль.

Також з'їзд проголосив абсолютно новий принцип успадкування князями земель своїх батьків. Тепер права на спадкування кожного зі сформованих на той момент удільних князівств були обмежені рамками певної династичної гілки Ярославичів. 
Це фактично констатувало появу нового політичного ладу в Київський державі, основою якого було сформоване велике феодальне землеволодіння та закріплене удільне роздрібнення. 
А Святославичи (в подальшому династія Ольговичів), які отримали за рішеннями з'їзду у володіння Велике князівство Чернігівське, були остаточно виключені із списку спадкоємців Київського трону.
Втім міжусобиця в Київській Русі не закінчилась. Великий князь Київський Святополк Ізяславич вважав (небезпідставно), що має династичні права на Волинь і Галичину, тому пішов війною на Ростиславичів. У цьому конфлікті його підтримав угорський король Кальман І Книжник.
Але двоюрідні брати Святополка - Володимир Мономах, Давид Святославич і Олег Святославич у 1098 року зібралися на з'їзд у Городці і під загрозою війни зажадали від Святополка припинити розширювати свої володіння. 
Великий князь Київський Святополк Ізяславич зміг поставити на правління у Володимирі (Волинському)  свого сина Мстислава.
Проте вже в червні 1099 р. Давид Ігорович (син Ігоря Ярославича, онук Ярослава Мудрого) прийшов з військом половецького хана Боняка під Володимир (Волинський).
В битві за місто був убитий син Святослава Ізяславича - Мстислав. 
Син Короля Русі Св. Ярополка Ізяславича - Берестейський князь Ярослав Ярополкович, змушений був відстоювати свої права на династичну спадщину.
1101 року Святополк Ізяславич пішов на нього війною і захопив Ярослава (свого рідного племінника) в полон, після чого помістив в ув'язнення в Києві.
Проте за спадкоємця Короля Русі заступились митрополит і духовенство Київської митрополії й  Святополк незабаром випустив Ярослава, з вимогою, щоб він перебував у Києві.
Через рік Ярослав Ярополкович спробував втекти до Польщі, але його схопили, повернули до Києві і незабаром вбили.  
1102 року Святополк Ізяславич захотів поставити на князювання в Новгороді свого сина Ярослава, що відповідало двовіковий традиції посідання Новгородського князівства спадкоємцем Київського престолу.
Однак Володимир Мономах був проти цього й зумів зберегти у Новгороді свого сина Мстислава.  
Після смерті (квітень 1113 р.) Великого князя Київського Святополка Ізяславича у Києві відбулось повстання проти прихильників Святополка, яке закликало на Велике княжіння Володимира Мономаха.
У період правління Володимира Мономаха суттєво посилилась централізація Київської держави, а через своїх синів він безпосередньо керував 3/4 території величезної країни. 
Його син Святослав Володимирович став намісником в Переяславі, а його місце в Смоленську зайняв В'ячеслав Володимирович. Турів Мономах отримав у своє безпосереднє управління.
У 1119 році Володимир Мономах силою зброї заволодів Мінським князівством. 
Окрім цього Володимир Мономах укріплював своє правління укладаючи династичні шлюби між своїми доньками та онучками з представниками інших гілок династій Ярославичів: Ольговичів, Ростиславичів, тощо.  
Таким чином йому вдалось сконцентрувати більшу частину земель Київської Русі в своїх руках.

## Престолонаслідування після Володимира Мономаха
Після смерті Володимира Мономаха (1125 р.) його старшому сину та спадкоємцю
Мстиславу Великому вдалось без боротьби зайняти престол Великого князівства Київського. 
Він зумів зберегти єдність держави, хоча удільні князі з Ольговичів та Ростиславичів й намагались послабити централізацію Київської Русі.
У 1128-1130 рр. Мстислав Великий здійснив низьку походів на Полоцькі князівства, здолав місцевіх князів, а в Полоцьку посадив свого сина Ізяслава Мстиславича. 
Приєднав до своїх особистих володінь 
Успішно воював з литовцями, підкорив чудь, розгромив половців, загнавши їх за Волгу та Яїк.
1132 р. після смерті Великого князя Київського Мстислава Володимировича наступником на Київському троні став його брат Ярополк, що не зумів зупинити розпад держави на окремі удільні князівства.
Спочатку суперництво викликала родова столиця Мономаховичів - Переяславське князівство. За усталеною практикою на Переяславський престол зазвичай сідав старший в роду. 
Після переходу Ярополка на престол в Києві, згідно з родового (ліствичого) Переяслав мав перейти старшому після Ярополка серед нащадків Мономаха - його молодшому брату В'ячеславу. Але, ймовірно, за попередньою домовленістю з Мстиславом Великим, Ярополк після переходу до Києва надав Переяслав сину Мстислава - Всеволоду Мстиславичу.
Молодша гілка Мономаховичів - Юрій Долгорукий та Андрій Володимирович виступили проти цього.
На відміну від Мстислава Володимировича (також знаний як Мстислав І Великий) та інших старших синів Володимира Мономаха та його дружини англійської принцеси Ґіти;
у Володимира Мономаха була друга дружина - донька половецького хана. Від цього шлюбу народився князь Юрій Долгорукий, який правив на північно-східних землях Великої Київської Русі, де мешкали угро-фінські племена чудь, мордва, мокша, а також половці.
А сином Юрія Долгорукого, від шлюбу з ще однією донькою половецького хана, був князь Андрій "Боголюбський", що 1169 року пішов війною на Київ.
В рамках всієї Київської Русі почали формуватися дві коаліції князів - під проводом старших Мономаховичів та молодших Мономаховичів.
Старші Мономаховичі намагались залишити Київський трон у володінні найстаршої лінії династії - Мстиславичів, а молодші Мономаховичів під проводом Андрія і Юрія Долгорукого, за підтримки Чернігівських Ольговичів та інших удільних князів, намагались захопити владу в Києві. 
1167 року Великим князем Київським було обрано Мстислава ІІ Ізяславича, сина Ізяслава Мстиславича, онука Мстислава І Великого.
Проти цього виступив Андрій "Боголюбський", який розпочав криваву війну.
На боці Андрія стали князі Мурома, Рязані, Смоленська, Полоцька, при цьому всі князі, які брали участь в поході проти Києва, були нащадками або свояками половецьких ханів. 
Захопивши столицю, Андрій не став правити тут, як це робили до нього всі князі,
а зруйнував, спалив й пограбував Київ.
Він поводився, як загарбник й окупант, забравши все цінне, в тому числі й Ікону Вишгородської (т.з. "Володимирської") Богоматері, князь Андрій повернувся до себе у Володимир-на-Клязьмі.
Також Андрій "Боголюбський" намагався відділити північно-східну православну церкву від Київської митрополії. 
На Київський престол він призначив свого молодшого брата Гліба Юрійович.
1170 року суздальські війська були розбиті під Новгородом молодим (тоді) Новгородським князем Романом Мстиславичем (син Мстислава ІІ Ізяславича). 
Як пише літописець: «Суздальці так дуже зруйнували 1169 року Київ, що татари не мали вже що руйнувати 1240 року». 
Дійсно, після спалення й пограбування Києва його значення сильно підупалой майже кожен рік тут змінювались Великі князі Київські. 
Столичний трон займали то Мстиславичі, то Ольговичі або Юрійовичі.
На Волині закріпились старші Мономаховичі - нащадки Ізяслава Мстиславича, які продовжували розуміти важливість існування об'єднаного Великого князівства Київського та знали, що  Київський престол є їх державним спадковим володінням.
Чернігівське князівство тримали Ольговичі.
А Ростов і Суздаль перебували у володінні Юрійовичів (нащадків Юрія Довгорукого і половецьких ханів). 
1170 року, після смерті Великого князя Київського Мстислава II Ізяславовича, Волинські землі були поділені між його синами: Роман одержав Володимир, Всеволод — Белз, Святослав — Червень, Володимир — Берестя.
Поступово Роман Мстиславич об'єднав всю Волинь, а 1199 року посів також і Галицьке князівство. 
Роман Мстиславович намагався подолати роздрібненість Київської Русі та боровся за єдність держави.
Він також був ініціатором офіційної зміни порядку престолонаслідування на основі принципу майорату (престолонаслідування старшим сином). 
З 1204 року Роман Мстиславович став Великим князем Київським.
Він також титулувався "Самодержцем всієї Руси" та "Володарем Руської землі". 
Того ж року Папа Римський Інокентій ІІІ вислав до Великого князя Київського Романа посольство й запропонував надати королівську корону та титул Короля Русі.
1205 року Роман Мстиславович вирушів походом на Польщу, але загинув у бою. 

## Королівство Русі
Королівство Руси стало безпосереднім наступником державності Великого князівства Київського (Київської Руси) та займало терени від Закарпаття, Холма і Перемишля до Чернігова, від Берестя й Волині до Північного Причорномор'я й Буковини. 
При цьому у Королівстві Руси збереглась система престолонаслідування, що існувала в пізньому Великому князівстві Київському та Галицько-Волинському князівстві, яка включала передачу престолу від батька старшому синові.

## Особливості престолонаслідування в Київській Русі
Всередині своїх удільних князівств князі Київської Русі продовжували переміщатися з “молодшого” столу на “старший”, подібно до того як це було загалом на Русі до Любецького снему, коли старші сини (або інші першочергові спадкоємці Київського престолу) перебували на Новгородському престолі, як другому за значенням. 
У Великому князівстві Чернігівському другим за значенням було Новгород-Сіверське князівство.
В багатьох випадках для підтвердження переходу князів з престолу на пристіл збиралися князівські з'їзди (снеми) і давалися відповідні клятви та присяги. 
Ольговичі у 1206 р. поширили принципи Любецького снему на Чернігівську землю, тобто кожна лінія обох гілок династії Ольговичів отримав свою “отчину”. 
Подібне було здійснено у Полоцькій землі після повернення місцевої династії із заслання. 
У Володимирському (Волинському) князівстві - 1170 р. вмираючий Великий князь Київський Мстислав ІІ Ізяславич (син Великого князя Київського Ізяслава ІІ, онук Мстислава І Великого) з братом Великим князем Київським Ярославом ІІ Ізяславичем розділили Волинь на дві частини: Луцьку (Східну) та Володимирську (Західну).
Претенденти на трон з числа дальніх родичів (двоюрідних, троюрідних) розглядалися тільки при відсутності спадкоємців по материнській лінії, тобто “по кужелю”. 
Успадкування “по кужелю” (за материнською лінією) відбувалось якщо не було спадкоємців за прямою чоловічою лінією.  
Причому успадковувати можна було навіть за мачухою, яка за церковними канонами вважалася матір’ю. Так отримали Галицьку землю Ігоревичі. 
Але в успадкуванні “по кужелю” першість мали дочки останніх володарів в порядку старшинства (тобто їх мужі), а далі діти найближчих родичок останнього володаря (дочок, сестер в порядку старшинства і т. д.). 
Відома також практика передачі влади "за заповітом", що прийшла з візантійської традиції, напевно за часів Володимира Мономаха. 
Заповіт померлого князя мав незаперечний авторитет й пріорітет у визначені спадкоємця престолу. 
Так, Володимир Василькович заповів Володимирське i Берестейське князівства молодшому з двоюрідних братів – Мстиславові, i тому навіть король Лев Данилович не наважився порушити цього заповіту. 
За подібної ситуації Юрійовичі отримали Переяслав-Заліський. 
Як і у Візантії, успадкування за заповітом відкривало дорогу до влади байстрюкам. Прикладом може служити Олег Ярославич, син Ярослава Осмомисла від Насті з Чагрович.
Важливе значення при визначенні спадкоємця престолу мала й послідовність шлюбів та дружин, й легітимність розлучення або шлюбу.
Так князь Ростислав Рюрикович міг претендувати на Галицьку спадщину лише як старший брат дружини князя Романа Мстиславича - Предслави Рюриковни, в якої не було синів, й то за умови, що розлучення Романа Мстиславича з Предславою його тесть Великий князь Київський Рюрик Ростиславич вважав нелегітимним (другий шлюб Романа Мстиславича відбувся ще до насильного постригу його першої дружини Предслави), а, значить, і дітей від цього другого шлюбу могли вважати байстрюками. 
Подібні підстави для висунунення своїх претензій на трон Королівства Русі могли використати й князі Чернігівський Михайло Всеволодович, що був одружений з донькою Володаря Русі Романа Мстиславича та Предслави - Оленою Романівною, та його син князь Ростислав Михайлович.